# Przemysław Pilarski
Przemysław Pilarski (ur. 12 listopada 1979 w Szczytnie) – polski dramatopisarz, scenarzysta, dziennikarz, stand-uper.

## Życiorys
Wychował się w Kwasówce (gmina Drelów). Ukończył polonistykę na Uniwersytecie Jagiellońskim, kurs scenariuszowy w Warszawskiej Szkole Filmowej i w Laboratorium Nowych Praktyk Teatralnych oraz Pracownię Podejrzanych Praktyk Teatralnych przy Teatrze Powszechnym w Warszawie.
Jest autorem sztuk teatralnych, scenariuszy filmowych, seriali i programów telewizyjnych. Jako stand-uper z autorskimi monologami „stand-up comedy” występował m.in. w HBO i Comedy Central. Publikował na łamach czasopism takich jak m.in.: „Czas Kultury”, „Dialog”, „Ha!art”, „Logo”, „Machina”, „Playboy” i „Teatr”. Stypendysta Ministra Kultury oraz stypendium artystycznego Miasta Łodzi (2024).
Autor sztuk: „Tata wiesza się w lesie”, „Reality show(s). Kabaret o rzeczach strasznych”, „Szklane paciorki. Gra. Rozpoznanie”, „Wracaj”, „Horror szał”, „Dziki Wschód”, „Węgla nie ma” i „Czego nie mówi się koniom?”. Jego sztuki zostały przełożone zostały na angielski, białoruski, gruziński, niemiecki, rosyjski i włoski. Współzałożyciel (w 2016) nieformalnej organizacji literackiej – Związku Pisarzy ze Wsi, w której pełni funkcję wiceprezesa. Uczestnik międzynarodowego projektu „Fabulamundi. Playwriting Europe” i działacz Fundacji Strefa Wolno-Słowa, działającej przy Teatrze Powszechnym w Warszawie.

### Życia prywatne
Mieszka w Łodzi. Deklaruje się jako gej.

## Filmografia
- 2010–2013: „Na dobre i na złe” – scenariusz (odcinki: 431, 435, 442, 453, 466, 479, 522),
- 2010–2011: „Prosto w serce” – scenariusz (odcinki: 114, 116),
- 2012: „Jak mi nie wyszło” – scenariusz, obsada aktorska (nieśmieszny komik),
- 2013: „Takie Życie” – scenariusz,
- 2014: „Hitler w Operze” – scenariusz[1],
- 2014: „Miłość w rytmie disco” – scenariusz[7],
- 2015: „Wesołowska i mediatorzy” – scenariusz (odcinki: 18, 27),
- 2015: „Powiedz tak!” – scenariusz (odcinek: 1)[1].

## Wyróżnienia
- 2016: Nagroda za tekst „Reality show(s). Kabaret o rzeczach strasznych” w IX Konkursie na polski dramat „Metafory Rzeczywistości” w Poznaniu,
- 2016: Nagroda Jury Dziennikarzy za tekst „Reality show(s). Kabaret o rzeczach strasznych” w IX Konkursie na polski dramat „Metafory Rzeczywistości” w Poznaniu,
- 2016: I Nagroda za tekst „Tata wiesza się w lesie” w I Ogólnopolskim Konkursie Dramaturgicznym na Kameralną Sztukę Współczesną „Słowo/Aktor/Spotkanie” w Warszawie[1],
- 2018: Gdyńska Nagroda Dramaturgiczna za tekst „Wracaj”[1][8],
- 2022: Gliwice – Złota Maska sezonu za dramat „Dziki Wschód”[8].

## Publikacje
- Latusek A., Pilarski P., Nowy słownik wyrazów bliskoznacznych, Kraków: Wydawnictwo Zielona Sowa, 2004[3],
- Latusek A., Pilarski P., Wielki słownik wyrazów bliskoznacznych, Krakowskie Wydawnictwo Naukowe, 2009, ISBN 978-83-7653-012-3.
- Latusek A., Pilarski P., Wielki słownik wyrazów bliskoznacznych, Krakowskie Wydawnictwo Naukowe, 2012, ISBN 978-83-7653-050-5.
- Gryżewski A., Pilarski P., Jak facet z facetem: rozmowy o seksualności i związkach gejowskich, Wydawnictwo Zwierciadło, 2016, ISBN 978-83-65456-07-6.
- Gryżewski A., Pilarski P., Sztuka obsługi penisa, Wydawnictwo Książkowe Agora, 2018, ISBN 978-83-268-2608-5.
- Pilarski P., Kiedy wszyscy mylą cię z kimś innym, [w:] Kwiatki polskie. Antologia opowiadań, Fundacja Sąsiedzi, 2021[3]
- Pilarski P. i inni, Dziki Wschód, Wydanie pierwsze, Seria Czytelnia Sztuki, Gliwice: Muzeum w Gliwicach, 2022, ISBN 978-83-963986-1-1.
- Pilarski P., Chorzewska M. (red.), Instaporadnia: ciało, emocje i seks, Wydanie I, Warszawa: Wydawnictwo Czarna Owca, 2023, ISBN 978-83-8252-216-7.
- Gryżewski A., Pilarski P. (red.), Sztuka obsługi penisa 2: nowe wyzwania, Warszawa: Agora, 2024, ISBN 978-83-268-4252-8.